# NGC 6091
NGC 6091 (другие обозначения — MCG 12-15-54, ZWG 338.47, NPM1G +70.0159, PGC 57242) — галактика в созвездии Малая Медведица.
Этот объект входит в число перечисленных в оригинальной редакции «Нового общего каталога».